# Contagi
El contagi és la transmissió d'una malaltia infecciosa d'un ésser viu (persona, animal o planta) a un altre, per contacte directe o indirecte entre els dos hostes. El fet que l'organisme invasor arribi a un nou hoste no és suficient per al contagi, ja que hi ha la possibilitat que les seves defenses erradiquin l'invasor i la malaltia no es desenvolupi. Una malaltia contagiosa és aquella que es transmet per contagi, no ho són, per exemple, les malalties genètiques. Els tipus de contagi possibles depenen en general del tipus de virus, bacteri o altre tipus d'organisme viu que colonitza el seu hoste al procés de la infecció. Si es troben als fluids pot ser necessari un contacte entre fluids humans de dues persones, com per exemple saliva (que pot ser expectorada a la tos), sang, semen o altres. Els virus de la grip, per exemple, es poden transmetre per contacte tàctil, directament entre dues persones o pel fet que la persona infecta toqui un objecte al qual es posen els virus que es transmetran a una altra persona que el toqui més tard. El contagi es pot fer a través de l'aire, per això és tan important una bona ventilació a les llars i habitacles en general, o a través de l'aigua, per exemple.